# Unicorn (sang)
Unicorn er en sang af den israelske sangerinde Noa Kirel, udgivet den 8. marts 2023. Sangen skal repræsentere Israel i Eurovision Song Contest 2023, efter at kunstneren var blevet internt udvalgt af Israel Public Broadcasting Corporation (IPBC/Kan), Israels tv-selskab til Eurovision Song Contest.